# Love Dive
Love Dive (viết cách điệu là LOVE DIVE) là album đĩa đơn thứ hai của nhóm nhạc nữ Hàn Quốc Ive. Album phát hành bởi Starship Entertainment và được phân phối bởi Kakao Entertainment vào ngày 5 tháng 4 năm 2022, bao gồm hai bài hát với đĩa đơn cùng tên. Love Dive đứng đầu Gaon Album Chart hàng tuần và cũng đứng đầu Gaon Album Chart hàng tháng vào tháng 4 năm 2022, và đã bán được 544.339 bản trong cùng tháng.

## Bối cảnh và phát hành
Vào ngày 15 tháng 3 năm 2022, Starship Entertainment thông báo Ive sẽ phát hành đĩa đơn thứ hai của nhóm mang tên "Love Dive" vào ngày 5 tháng 4. Ba ngày sau, danh sách ca khúc được phát hành, với "Love Dive" được xác nhận là đĩa đơn chính. Vào ngày 21 tháng 3, một video có tựa đề "Dear Cupid" đã được phát hành. Vào ngày 4 tháng 4, MV teaser cho "Love Dive" đã được phát hành cùng với video highlight medley cũng được phát hành cùng ngày.

## Sáng tác
Đĩa đơn chính "Love Dive" được mô tả là một bài hát pop "hiện đại đen tối" với "phần điệp khúc và âm thanh bộ gõ gây nghiện" với lời bài hát "diễn giải lại thần tình yêu của kỷ nguyên mới dự định tỏa sáng trên sân khấu". Ca khúc thứ hai "Royal" được mô tả là một bài hát dance pop với "đường cơ sỏ kiểu groovy và funky house" và "âm thanh tổng hợp mượt mà và có hồn", "mang đến cảm giác thanh lịch và mãnh liệt cho sàn catwalk trong một buổi trình diễn thời trang". Phần lời rap của bài hát do thành viên Gaeul và Rei đóng góp.

## Tiếp nhận
| Đánh giá chuyên môn | Đánh giá chuyên môn |
| Nguồn đánh giá      | Nguồn đánh giá      |
| Nguồn               | Đánh giá            |
| ------------------- | ------------------- |
| NME                 | [ 6 ]               |

Tássia Assis từ tạp chí NME đã cho Love Dive xếp hạng 4 trên 5 sao, mô tả đĩa đơn "Love Dive" là "sự lao dốc dứt khoát, sang trọng", mặc dù "nhẹ nhàng hơn" so với album đơn trước đó của nhóm "Eleven", là một "chaebol crush" phù hợp với sự xa hoa và tự tin đã xác định IVE. Assis sau đó mô tả B-side "Royal" là "sang trọng", nói rằng "[Ive] không chỉ trông đắt tiền, mà họ còn nghe đắt tiền", thiết lập giai điệu tổng thể của album đơn là hấp dẫn và lôi cuốn.

## Diễn biến thương mại
Love Dive ra mắt ở vị trí số một trên Gaon Album Chart của Hàn Quốc trong bảng xếp hạng số ra ngày 3-9 tháng 4 năm 2022; trên bảng xếp hạng hàng tháng, album ra mắt ở vị trí số một trong bảng xếp hạng phát hành vào tháng 4 năm 2022 với 544.339 bản được bán ra.

## Danh sách bài hát
| Danh sách bài hát của Love Dive | Danh sách bài hát của Love Dive | Danh sách bài hát của Love Dive    | Danh sách bài hát của Love Dive                       | Danh sách bài hát của Love Dive | Danh sách bài hát của Love Dive |
| STT                             | Nhan đề                         | Phổ lời                            | Phổ nhạc                                              | Biên soạn                       | Thời lượng                      |
| ------------------------------- | ------------------------------- | ---------------------------------- | ----------------------------------------------------- | ------------------------------- | ------------------------------- |
| 1.                              | "Love Dive"                     | Seo Ji-eum                         | Sophia Brennan Elle Campbell Nick Hahn                | Nick Hahn                       | 2:57                            |
| 2.                              | "Royal"                         | Lee Seu-ran Rick Bridges Rei Gaeul | Jamie Parker Willie Weeks Paulina Cerrilla Kyler Niko | Jamie Parker Willie Weeks       | 3:26                            |
| Tổng thời lượng:                | Tổng thời lượng:                | Tổng thời lượng:                   | Tổng thời lượng:                                      | Tổng thời lượng:                | 6:23                            |

## Chứng nhận
| Khu vực         | Chứng chỉ   | Đơn vị/doanh số được chứng nhận |
| --------------- | ----------- | ------------------------------- |
| Hàn Quốc (KMCA) | 2× Platinum | 737,841                         |

## Lịch sử phát hành
| Khu vực  | Ngày            | Định dạng                           | Nhãn                                           |
| -------- | --------------- | ----------------------------------- | ---------------------------------------------- |
| Hàn Quốc | 5 tháng 4, 2022 | - CD                                | - Starship Entertainment - Kakao Entertainment |
| Various  | 5 tháng 4, 2022 | - Tải xuống kỹ thuật số - Streaming | - Starship Entertainment - Kakao Entertainment |